# Hans Roth (Unternehmer, 1916)
Hans Roth (* 6. Mai 1916 in Obergnas als Johann Evangelist Roth; † 2. Februar 2008 in Gnas) war ein österreichischer Unternehmer.

## Leben
Hans Roth wurde am 6. Mai 1916 als Sohn des gleichnamigen späteren Nationalratsabgeordneten und dessen Ehefrau Sophia (geborene Rabel) in Obergnas geboren und noch am selben Tag auf den Namen Johann Evangelist getauft. Ab 1922 besuchte er sechs Klassen Volksschule in Gnas, ehe er von 1930 bis 1933 eine kaufmännische Lehre in Eisenerz absolvierte und im Anschluss die zweijährige landwirtschaftliche Schule in Kirchberg am Wechsel als Vorzugsschüler abschloss. Bereits mit 16 Jahre fungierte er für seinen Vater als eine Art Generalsekretär. An der Seite seines Vaters war er bei einem historischen Ereignis im Zuge des Österreichischen Bürgerkrieges zugegen. Als die von Koloman Wallisch angeführten Schutzbündler die Frau des vormaligen steirischen Landeshauptmannes Anton Rintelen in Bruck an der Mur festhielten, wurde Roth als Unterhändler in die Obersteiermark geschickt und dabei von seinem Sohn begleitet. Roth, ein Christlich-Sozialer, der trotz politischer Gegnerschaft mit Wallisch befreundet war, konnte die Freilassung von Frau Rintelen erwirken, nicht jedoch die spätere Hinrichtung von Wallisch.
Mit dem Anschluss Österreichs wurde sein Vater erklärter Gegner des Nationalsozialismus und umgehend zum Staatsfeind ernannt. Kurz nach der Verhaftung seines Vaters am 11. März 1938 wurde auch der damals knapp 22-Jährige verhaftet, nachdem er vor einem Feldbacher Richter gegen die Verhaftung seines Vaters protestiert hatte. Auf die Ohrfeige durch den Richter reagierte Roth mit einem Tritt in den Bauch des Richters, was zu seiner umgehenden Festnahme führte. Die Zelle im Grazer Polizeigefängnis teilte er sich in weiterer Folge mit dem späteren Bundeskanzler Alfons Gorbach und dem Chirurgen Franz Spath. Nach der späteren Freilassung trat die Familie jedoch weiterhin gegen die Nationalsozialisten in Erscheinung, was abermalige Verhaftungen nach sich zog. Als er als Soldat der Wehrmacht dem Volkssturm zugeteilt gewesen war, organisierte Roth mit anderen Gleichgesinnten in der ganzen Umgebung Lebensmittel für rund tausend hungernde aus dem Osten kommende jüdische Gefangene, die in einem Durchgangslager in Gnas verharrten.
Am 13. Oktober 1945 heiratete er seine Gattin Maria Gisela, mit der er im selben Jahr eine Gemischtwarenhandlung eröffnete. Bereits 1947 gründete die Familie neben der Gemischtwarenhandlung die erste Filiale sowie ein Taxi- und Transportunternehmen. Auch in den folgenden Jahren eröffnete das Ehepaar, das im Laufe ihres Lebens sechs Kinder (Hans jun., Rudolf, Ferdinand, Maria, Ewald und Helmuth) bekam, die alle in Gnas aufwuchsen, verschiedene Geschäfte. Nachdem das Ehepaar Roth von 1945 bis 1949 die zuvor von 1905 bis 1945 von Anton und Juliane Pachler betriebene Greislerei auf der Adresse Gnas 14 gepachtet hatten, kaufte Roth im Jahre 1949 das Haus und führte es als die bereits erwähnte Gemischtwarenhandlung weiter. Das ursprüngliche Gebäude wurde in den Jahren 1968/69 abgebrochen und neu errichtet. Anfangs noch als Gemischtwarenhandlung weitergeführt, befindet sich dort seit 1981 das Stammhaus des Modehauses Roth. 1960 erwarb Roth zusätzlich die beiden Häuser Gnas 12 und Gnas 13, die heute (Stand: 2024) ebenfalls noch immer im Familienbesitz sind.
In den 1960ern kam etwa ein Kaffeehaus mit Fremdenzimmern und ein Kaufhaus mit Baustoffabteilung hinzu. Ab den 1970er Jahren vergrößerte sich das Unternehmen, bei dem mittlerweile auch der älteste Sohn des Paares, Hans junior, beteiligt war, zunehmend. Auch die restlichen Geschwister arbeiteten im Laufe der Jahre in den verschiedenen Unternehmungen ihres Vaters mit und übernahmen teilweise Führungstätigkeiten. Nach der Errichtung eines Baumarktes in Gnas erfolgte 1972 die Gründung der Roth Heizöle GmbH in Graz, die sich im Laufe der Jahre zum größten Treibstoffhändler der Steiermark entwickelte. Mit der ständigen Expansion des Unternehmens entwickelte sich Roth Heizöle kontinuierlich zum größten Mineralölhändler Österreichs. 1979 folgte das Unternehmen Roth Umweltschutz GmbH, aus der später die Saubermacher Dienstleistungs AG hervorging. Auch in den 1980er Jahren gründete Roth zahlreiche weitere Firmen und eröffnete eine Vielzahl von Filialen, was zum stetigen Wachstum der Unternehmensgruppe beitrug. Heute (Stand: 2024) umfasst die Unternehmensgruppe Roth viele andere Firmen, wie das Entsorgungsunternehmen Saubermacher, Heizöle Roth, Modehaus Roth oder Interro, einen Großhandel für Bau- und Brennstoffe.
Parallel zu seiner Berufstätigkeit gehörte er über 100 verschiedenen Vereinen und Verbänden an, bei denen er diverse Funktionen ausübte. In seiner Glanzzeit, wie sein ältester Sohn in einem Interview sagte, war der Seniorchef gleichzeitig Obmann bzw. Funktionär von 30 Vereinen und Verbänden. Bis zu seinem Tod war er unter anderem noch Ehrenobmann der Sportunion, des Jagd- und Sportschützenklubs und des Kriegsopferverbandes Gnas.
Am 2. Februar 2008 starb Kommerzialrat Hans Roth nach kurzer Krankheit mit 90 Jahren in seiner Heimatgemeinde Gnas. Am 15. Juni 2010 starb seine Witwe Maria, mit der er im Oktober 2005 noch die Diamantene Hochzeit gefeiert hatte. Im Jänner 2011 wurde eine Gedenkbriefmarke zu Ehren der beiden Verstorbenen präsentiert.

## Auszeichnungen (Auswahl)
Hans Roth erhielt unter anderen folgende Auszeichnungen:
- 1974: Ernennung zum Kommerzialrat
- 1981: Goldenes Ehrenzeichen der Republik Österreich[9]
- 1996: Großes Goldenes Ehrenzeichen des Landes Steiermark mit dem Stern
- 1996: Ehrenbürger der Marktgemeinde Gnas
- 2006: Großer Josef-Krainer-Preis[10][11]